# Nubemhat
Nubemhat (nbw-m-ḥ3t, "l'or és al davant", "l'or és el nom de Hathor") va ser una reina egípcia del Segon Període Intermedi (XVII DInastia). Era l'esposa del rei Sekhemre Wadjkhaw Sobekemsaf I. Tenia el títol de Gran Esposa Reial i és coneguda per diversos monuments. Es va trobar una petita estàtua amb el seu nom i títol a Kawa, a Núbia. També apareix en una estela de Denderah on s'esmenta la seva filla, la "Filla del Rei", anomenada Sobekemheb. També hi apareix el "Fill del Rei" Ameni, fill de la reina Haankhes. Aquesta estela està partida en dues meitats que es troben en museus diferentsː Una és al Museu Petrie de Londres, i l'altra al Museu Puixkin de Moscou.
El seu únic títol conegut és ḥm.t-nswt-wr.t ("Gran Esposa Reial").